# Palpita picticostalis
Palpita picticostalis là một loài bướm đêm trong họ Crambidae.